# 公元2150：月球計畫
《公元2150：月球計畫》（Earth 2150: The Moon Project）是一款即時戰略遊戲，並且是《地球2150》的後續作品。雖然這是一個可以獨立安裝並執行的遊戲，大多數人還是把它當作資料片。《月球計畫》由Strategic Simulations在2001年發行。

## 故事背景
地球的最後戰爭已經拉到高潮，聯合文明合眾國、歐亞帝國和月球企業為了地球日漸稀少的資源奮戰。同時，在月球上，月球企業發現了一個外星人留下的隧道系統，而那裡面有一個行星軌道武器，可以直接從月球上攻擊地球。一個代號「陽光計畫」（Sunlight）的行動開始了，而一支合眾國的艦隊抵達了月球，企圖阻止這個計畫。

## 陣營
延續了前作，《月球計畫》有三個陣營：聯合文明合眾國、歐亞帝國和月球企業。

## 和前作的比較
本作和《公元2150》相當類似，而有以下幾點不同：
1. LC和UCS的戰役模式都以月球作為舞台，除了第一個UCS任務。
2. 增加了幾個新的部隊和武器，包括機動式傳送門、砲兵、自動對付空中目標的反飛彈系統（這對空軍也有很大的殺傷力）。
3. ED的戰役中有一個晉級系統，在任務中獲得足夠點數後，可以讓玩家獲得更高的軍銜，同時也會放映遊戲內影片。
4. 為了替三個陣營的防護能力平衡，防護罩的強度被減半了。
5. 在戰役模式中，玩家不再需要把資源送回主基地來建造撤退艦隊。當你成功殲滅任務區的所有敵軍並安然返回基地時，所有在戰區獲得的資源都會一併運回。在這次的遊戲中，資源不像前作那麼稀少而需要分配計畫，這次每個任務中都有幾乎無限的資源可以取得。

## 外部連結
- 《月球計畫》官方網站 （页面存档备份，存于）